# Акуаформоза
Акуаформо̀за (на италиански: Acquaformosa, на арбърешки: Firmoza, Фирмоза, на местен диалект: Firmòs, Фирмоз) е село и община в Южна Италия, провинция Козенца, регион Калабрия. Разположено е на 756 m надморска височина. Населението на общината е 1161 души (към 2011 г.).
 В това село живее албанско общество, наречено арбъреши. Те са се заселили в този район между XV и XVIII век като бежанци от османското владичество. Село Акуаформоза е част от етнографическия район Арберия.